# Aschiza
Gli Aschiza Becher, 1882 sono un gruppo di insetti dell'ordine dei Ditteri Brachiceri, inquadrato nella tassonomia tradizionale come taxon di rango indeterminato. È il raggruppamento minore fra le due sezioni in cui sono suddivisi tradizionalmente i Cyclorrhapha e comprende le sette famiglie più primitive. Fra queste, le più importanti per diffusione e numero di specie sono quelle dei Syrphidae e dei Phoridae, un vasto raggruppamento di insetti di grande interesse agrario.

## Descrizione
Gli Aschiza presentano caratteri tipici dei ditteri muscoidi. La larva è apoda e acefala. La ninfosi si svolge all'interno di un involucro, detto pupario, formato da una trasformazione dell'exuvia dell'ultimo stadio larvale e l'adulto sfarfalla perforando il pupario nel polo cefalico provocando un'apertura irregolarmente circolare.
Come in tutti i Ciclorrafi, gli adulti sono caratterizzati dall'assenza delle placche addominali e, nei maschi, dalla rotazione assiale dell'ipopigio. La chiave morfologica di differenziazione degli Aschiza dagli Schizophora consiste nell'assenza dello ptilinum o sutura frontale: negli Schizophora, questa sutura, a forma di U rovesciata, si estende sulla faccia fra i margini degli occhi e la zona di inserzione delle antenne.

## Sistematica
Gli Aschiza sono un gruppo sistematico di validità storica in quanto contemplato solo dalla tassonomia classica. Alla sezione si attribuivano 6-7 famiglie, secondo la collocazione data al genere Sciadocera
- Ironomyiidae
- Lonchopteridae
- Phoridae
- Pipunculidae
- Platypezidae (incluso il genere Opetia)
- Sciadoceridae
- Syrphidae

La collocazione di Sciadocera è stata oggetto di controversie nel corso della storia della tassonomia dei Ditteri. Il genere, descritto nel 1916, nel corso degli anni venti trovò differenti collocazioni, fra gli Empididae, i Platypezidae e i Phoridae, finché Schmitz (1929) definì la famiglia Sciadoceridae. Nei decenni successivi si sono succedute posizioni contrastanti, includendo il genere fra i Dolichopodidae, fra i Phoridae o trattandolo come famiglia indipendente. L'ultima revisione risale a Disney (2001), che colloca il genere fra i Phoridae al rango di sottofamiglia, ma la trattazione come famiglia distinta è ancora sostenuta da vari Autori anche in lavori recenti, pur riconoscendo la natura monofiletica del clade Sciadocera+Phoridae.
Il genere Opetia è storicamente trattato all'interno della famiglia Platypezidae, a cui è strettamente correlato. La prima trattazione come famiglia separata risale a Chandler (1981), poi formalizzata nel 1991.
L'esame delle relazioni filogenetiche fra le diverse famiglie degli Aschiza e gli Schizophora hanno messo in evidenza, già a partire dagli anni settanta la natura parafiletica degli Aschiza in rapporto agli Schizophora. Nell'ambito dei tradizionali Aschiza, infatti, si evidenziano due linee distinte: una primitiva, costituita dalle famiglie Ironomyiidae, Lonchopteridae, Opetiidae, Phoridae e Platypezidae, diverge dal resto dei Cyclorrhapha, l'altra, costituita dalle famiglie Syrphidae e Pipunculidae, è strettamente correlata al clade degli Schizophora:
|  | Ironomyiidae + Opetiidae + Platypezidae + Lonchopteridae + Phoridae      |
|  |                                                                          |
|  | \| \| Pipunculidae + Syrphidae \| \| \| \| \| \| Schizophora \| \| \| \| |
|  |                                                                          |
|  | Pipunculidae + Syrphidae                                                 |
|  |                                                                          |
|  | Schizophora                                                              |
|  |                                                                          |

|  | Pipunculidae + Syrphidae |
|  |                          |
|  | Schizophora              |
|  |                          |

Attualmente, il gruppo di famiglie che fa capo ai tradizionali Aschiza è spesso indicato, per comodità di trattazione, con la denominazione lower Cyclorrhapha (Ciclorrafi inferiori). Formalmente la tassonomia individua due superfamiglie, distinte sulla base della differente collocazione nell'albero filogenetico dei Cyclorrhapha:
- Superfamiglia Platypezoidea
  - Ironomyiidae
  - Lonchopteridae
  - Opetiidae
  - Phoridae
  - Platypezidae
- Superfamiglia Syrphoidea
  - Pipunculidae
  - Syrphidae

## Importanza
Nel complesso, gli Aschiza sono rappresentati da piccole famiglie (alcune comprendenti un solo genere) di insetti poco noti. Fanno eccezione, per motivi diversi, i Syrphidae e i Phoridae.
I Syrphidae sono una consistente famiglia di ditteri comuni e appariscenti per le livree che imitano spesso quelle degli Imenotteri e molti di essi facilmente identificabili per l'attiva frequentazione dei fiori, dei quali sono importanti agenti impollinatori. Le loro larve sono, per la maggior parte della famiglia, saprofaghe, ma l'importanza si attribuisce all'attività predatoria di alcune specie, che rientrano fra i più attivi antagonisti degli afidi. Nel loro insieme sono perciò considerati insetti utili e di grande importanza per l'agricoltura.
I Phoridae sono anch'essi una grande famiglia di ditteri piuttosto comuni e ubiquitari, ma per il loro aspetto poco appariscente sono meno noti anche nella biologia. Anche in questa famiglia, le larve hanno abitudini alimentari eterogenee ma fondamentalmente orientate alla saprofagia. L'importanza economica si deve ad alcune forme micetofaghe che possono causare danni alla coltivazione dei funghi.